# Île Morvil
L'île Morvil (parfois orthographiée île Morville) est une petite île située dans la commune de Pleumeur-Bodou dans les Côtes-d'Armor, en Bretagne.

## Pour approfondir